# Guillermo Anderson
Guillermo Anderson (La Ceiba, 26 de febrero de 1962-La Ceiba, 6 de agosto de 2016) fue un compositor y cantante hondureño.

## Biografía
Nació el 26 de febrero de 1962. Se graduó en Letras con énfasis en literatura hispanoamericana de la Universidad de California en Santa Cruz, Estados Unidos de América en 1986, donde también hizo estudios de teatro y música. Guillermo comenzó a trabajar profesionalmente como actor, compositor y músico a la vez que estudiaba en la Universidad.  Lo realizó en una compañía que hacía teatro bilingüe para niños inmigrantes.  De esa época que resulta su concierto y disco "Para los Chiquitos".
Después de graduarse en 1986, vivió en los Estados Unidos de América, Guillermo trabajó en compañías profesionales de teatro latinoamericano como "El Teatro de la Esperanza" basada en San Francisco California y después en el Teatro Campesino de Luis Valdez (Director de "La Bamba"). Guillermo ha dicho que salió a estudiar al extranjero para poder aplicar todo lo que había aprendido en su país (Honduras).

## Retorno a Honduras
En 1987 Guillermo regresó a La Ceiba y creó junto a otros artistas el grupo COLECTIVARTES con el cual invitaba a varios artistas de Europa y Estados Unidos de América zar una serie de proyectos culturales en La Ceiba. El proyecto que más sobresale en esa etapa fue el espectáculo de danza teatro y música "Sabor a Sombra" basado en la poesía del ceibeño Nelson Merlín. La obra, con coreografía del hondureño Julio Siliezar, combinaba, teatro, danza y música y fue presentada en La Ceiba y en la temporada de teatro de la compañía "La Fragua" en la ciudad de El Progreso y en el Teatro Nacional Manuel Bonilla. Eventualmente la actividad se mantuvo con artistas locales.
A raíz de presentar su trabajo como cantautor en dicha obra, Anderson comenzó a recibir invitaciones para presentarse como tal. La combinación ecléctica de sus influencias con los ritmos de la cultura garífuna de la costa hondureña resultó interesante y novedosa para el público hondureño que comienza a asistir a sus conciertos.
Al concluir sus proyectos de intercambio cultural con COLECTIVARTES, Guillermo se dedicó a mejorar sus conciertos musicales y a aparecer en festivales como "Aires de Abril" en Tegucigalpa y en presentaciones en las áreas rurales de Honduras. Fue durante esa etapa que Guillermo hizo sus primeras grabaciones; "Retratos" y "En Mi País" en casetes que vendía en sus conciertos.

## Giras

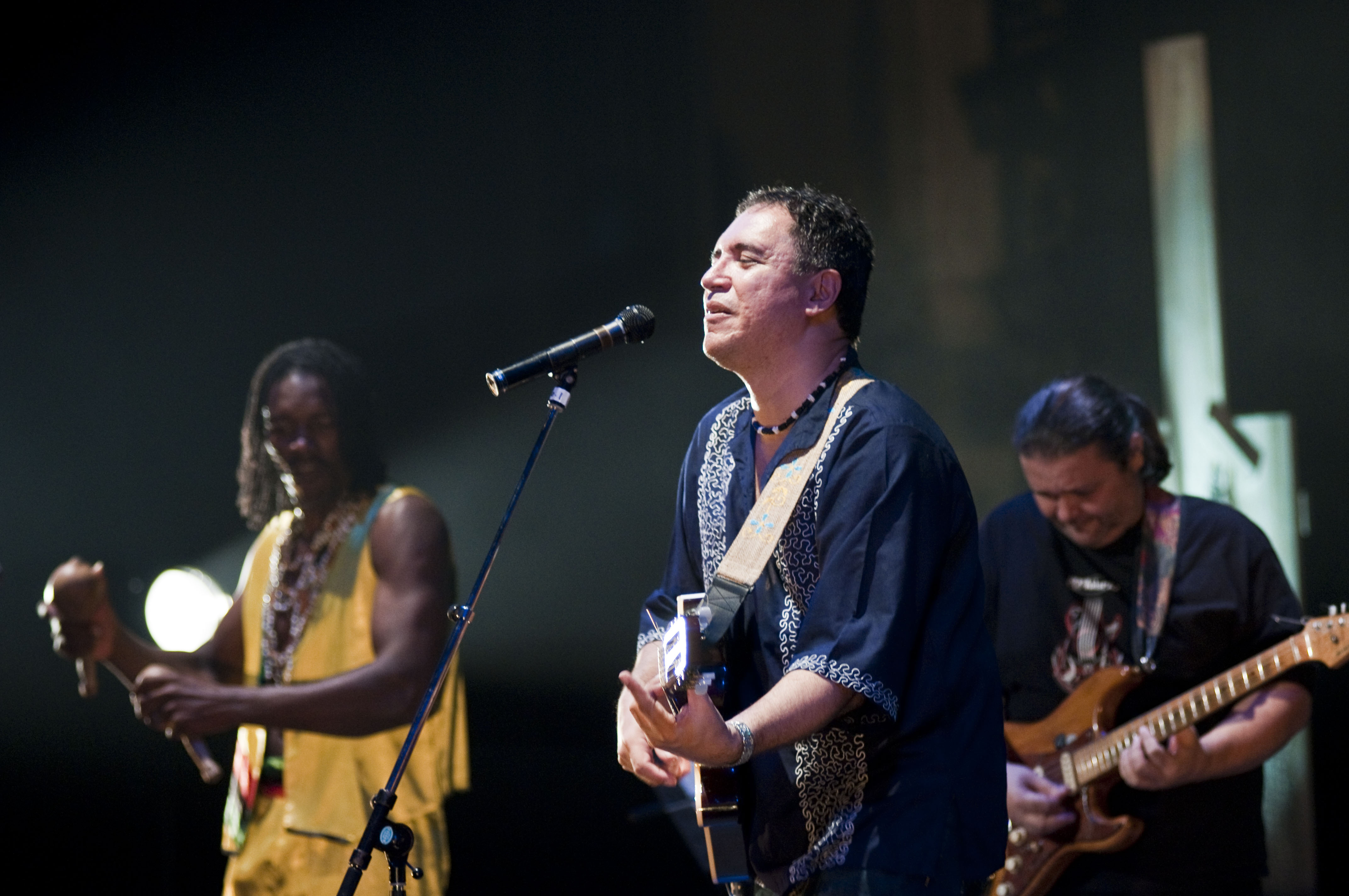
En uno de sus conciertos con su banda musical

Mientras realiza sus conciertos en Tegucigalpa llamó la atención de funcionarios del servicio exterior de varios países y recibió invitaciones a festivales como el "Festival Internacional Cervantino" de México y un concierto en el "Memorial para América Latina" de San Pablo, Brasil. Estos dos festivales fueron importantes y dieron pie a otras invitaciones que iniciaron su carrera como cantautor.
El primer tema que dio a conocer a Anderson en Honduras fue “En mi país”, una canción en la que según el autor “trata de llegar a términos con regresar a un país como Honduras tan lleno de contradicciones.” Como filosofía propia, Anderson lanzó su carrera desde La Ceiba contra toda predicción de que sería posible. Pero, lo que parecía una debilidad se convierte en una fortaleza en el sentido de que una buena parte del atractivo de su trabajo y las invitaciones que recibía de todo el mundo era el hecho que trabajaba desde su base, en una ciudad junto al mar, del desconocido Caribe hondureño.
Otro tema, " El encarguito", es una canción que celebra la diversidad culinaria de Honduras y comenta la nostalgia de los inmigrantes hondureños por sus comidas tradicionales. El tema menciona las comidas típicas que envían los parientes a los inmigrantes centroamericanos que a veces terminan decomisadas en las aduanas de EE. UU. y de Europa. La canción se ha vuelto muy popular entre los inmigrantes hondureños en el exterior. La misma fue inspirada en la curiosidad de Anderson de probar la diversidad de comidas de Honduras y su experiencia viviendo en el extranjero y echando de menos los sabores de su tierra.
Con una discografía sólida de 12 producciones y una extensa trayectoria, Anderson pasaba constantemente de gira en Honduras y en el extranjero. Su música fue y se sigue escuchando en Panamá Costa Rica, Nicaragua, El Salvador, Guatemala, Estados Unidos de América, Brasil, Colombia, Venezuela, Ecuador, Argentina, Cuba y República Dominicana. En Europa actuó en Alemania, Francia, España, Italia, Austria, Inglaterra y Holanda. En Asia recibió aplausos en Japón donde realizó 2 giras de 30 ciudades, también Taiwán y Corea del Sur. Las presentaciones fueron a veces a voz y guitarra o con el intenso espectáculo que ofrecía con su grupo.

## Premios

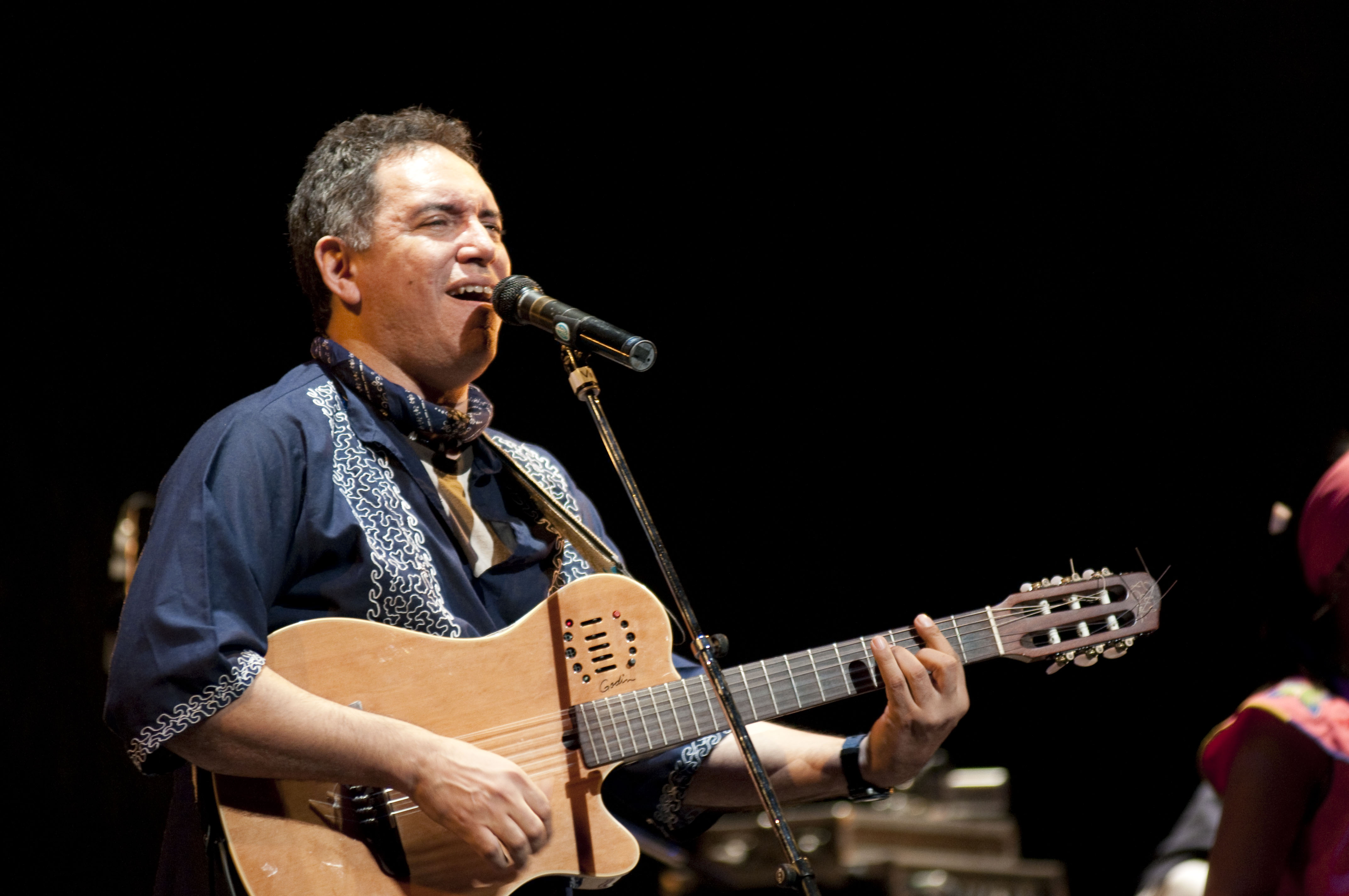
Guillermo Anderson en concierto

Fueron muchos los reconocimientos que recibió. El Ministerio de Cultura de Honduras lo condecoró con la orden Laurel de Oro por su aporte a la cultura nacional. Anderson fue galardonado con el "Premio Nacional de Arte" 2003 otorgado por el Ministerio de Educación de Honduras, el "Premio Identidad Nacional 2005" otorgado por el Museo para la Identidad Nacional, y fue nombrado “Embajador cultural de Honduras ante el mundo por el pueblo y gobierno de Honduras" en el 2002. También ganó el "Premio Copán de Turismo" en el 2003 otorgado por la Cámara Nacional de Turismo, por promover a su país por el mundo. Recibió el Premio "Martin Luther King Jr" ofrecido por la Fundación del mismo nombre en el 2003.
En el 2015 había recibido el premio One Mediterrane de la Fundación Mediterránea, una organización dedicada a promover acciones medio ambientales y sociales a nivel internacional. Se le dio este reconocimiento por impulsar a través del arte y de la música campañas en defensa de la educación, el medio ambiente y la salud universal, por recuperar músicas tradicionales hondureñas olvidadas que corrían el riesgo de desaparecer, por ser la voz de un país necesitado de referentes, y por haberse convertido en el embajador cultural de Honduras en el mundo.

## Fallecimiento
Guillermo Anderson falleció el 6 de agosto de 2016 en su Ciudad natal La Ceiba, Atlántida, debido a un Cáncer de Tiroides que le fue diagnosticado en noviembre de 2015.
Apenas se supo de su enfermedad, diferentes países de América Latina, Europa y Honduras le dedicaron una serie de conciertos homenajeando al gran artista. Tributos que siguieron después de muerto. Hoy en día se siguen escuchando en Honduras una serie de conciertos dedicados a Guillermo Anderson.
El día de su funeral las escuelas de La Ceiba hicieron valla por todo el camino que haría el ataúd del cantautor, desde la Iglesia Catedral hasta el cementerio. Todas las calles se encontraban acompañadas por largas filas de estudiantes rindiéndole homenaje a Guillermo.
Los desfiles patrios, realizados el 15 de septiembre de 2016, cuando se cumplía un mes de su fallecimiento, fueron propicios para rendir diversos homenajes al extinto cantautor Guillermo Anderson: Se pudo apreciar en todo el país pero sobre todo en La Ceiba, pancartas con textos de sus canciones, fotografías del cantautor. El público expectante en las calles tuvo la oportunidad de disfrutar del espectáculo y han recordado al cantautor.
La promoción educativa de Honduras del 2016 fue nombrada “Guillermo Anderson” tras la muerte del Cantautor. En consecuencia, la Secretaría de Educación celebró 200 días de clases en La Ceiba y rindió homenaje al artista.

## Tributos y logros
Como artista, Guillermo Anderson desempeñó un papel importante en Honduras. Apoyó y participó en proyectos de educación, salud, turismo, medio ambiente, y patrimonio cultural. Participó en campañas de prevención de VIH. Su Disco compacto Mujer Canción Mujer (editado por el Instituto de La Mujer de Honduras en 2005) presenta el papel de la mujer de una forma alternativa en canciones y es utilizado en talleres de autoestima con mujeres organizadas para generar discusión sobre el tema.
Conocido en Honduras por su música para niños, Anderson gozaba de un público importante en las escuelas primarias, en muchas de la cuales enseñan las canciones de su disco compacto "Para los chiquitos". El disco presenta de manera pedagógica conceptos fundamentales de ecología y familiariza a los niños con especies de la fauna tropical en vías de extinción.
Estuvo 10 años visitando la región de La Mosquitia y preocupándose de la biosfera del Río Plátano. Hizo una producción completa sobre este tema y a partir de allí se dio a conocer tanto esa zona hondureña, finalmente el pueblo y los gobiernos comenzaron a poner atención a la biosfera del río Plátano, gracias al aporte de Guillermo Anderson.
Entre sus logros más recientes, la creación del proyecto "Círculo juvenil de tambores de La Ceiba", un proyecto de prevención de violencia con jóvenes entre 13 y 18 años de barrios vulnerables de su ciudad. Con el apoyo del Programa de Naciones Unidas Para el Desarrollo (PNUD) el proyecto reunía a jóvenes de ambos sexos y se les daba instrucción en percusión tradicional garífuna; Además de haber sido un ensemble que participaba en la vida cultural de La Ceiba, dicha actividad iba acompañada de talleres de autoestima, convivencia, género y de otras expresiones artísticas. La idea era generar un espacio creativo donde se respetasen las ideas y se enseñe tolerancia y resolución de conflictos.
Los hondureños lo siguen recordando con su música y entre sus canciones hay frases Archivado el 16 de agosto de 2019 en Wayback Machine. inspiradoras que hablan sobre la cultura, costumbres y tradiciones hondureñas. 

## Los libros
"Del Tiempo y el Trópico"
Es el nombre de la primera obra literaria (trilingüe) que habla de Honduras y que fue presentada en los salones de la editorial Kit Publisher, de Ámsterdam, Países Bajos  y en la que trabajaron juntos y por primera vez el escritor hondureño Julio Escoto y el cantautor nacional Guillermo Anderson.
La obra con una edición masiva en español-inglés y otra en holandés-inglés, era la primera en su clase que se presentaba en Europa; "Del Tiempo y el Trópico" contiene 40 amplias fotografías del artista alemán Hannes Wallrafen, textos originales del novelista Julio Escoto y un disco compacto con nuevas melodías compuestas por Guillermo Anderson y diseño del profesor Luis García Bueno.
Wallrafen se radicó en La Ceiba para captar los momentos históricos de aquella ciudad, reflejando así en sus fotografías el desarrollo del Caribe hondureño, la presencia bananera, el ferrocarril y la vida doméstica y cotidiana. Sobre esta base Escoto redactó quince textos alusivos a los mismos temas, plenos de humor, ironía y señas de identidad.
El cantautor Guillermo Anderson se inspiró en ambos materiales y creó un disco compacto totalmente novedoso, con sonidos ambientales y canciones, entre ellas el primer bolero que escribe en su vida.
El libro es resultado de un intenso trabajo en equipo realizado entre 2001 y 2002, que dio como resultado esta obra literaria que contiene 140 páginas a color, formato amplio con disco compacto y pasta dura.
"Bordeando La Costa"
"Bordeando la Costa" cuenta las prodigiosas historias del mar y sus personajes reales: gaviotas, delfines, cayucos, sirenas, estrellas del cielo y del agua, aves que nadan, peces que vuelan, vientos que cantan, tormentas que silban y se alejan, niños de ojos claros y oscuros, luces incógnitas y barbados marineros que human pipa mientras sostienen el cordel con que pescan en la profundidad de la esperanza.
Escrito con gran amenidad, este paseo por la costa del Caribe hondureño es un viaje dulce e ideal, dispuesto para disfrutarlo en cada una de sus hermosas palabras y sus bellos dibujos. Hecho en el 2002 en San Pedro Sula.
"Bordeando la Costa" y "Ese mortal llamado Morazán"
En Honduras, como obras póstumas del Gran cantautor, se volvió a imprimir el libro Bordeando la Costa y la compañía Costa Norte Récords publicó material artístico inédito del desaparecido cantante hondureño con ocasión de su natalicio, el 26 de febrero del 2017.
Es como sí, salvando las diferencias, se hallara un manuscrito ignorado de Juan Ramón Molina o una nueva pastorela del Padre Reyes, todos ellos próceres culturales de Honduras.
Se trata de 18 composiciones instrumentales y cantadas que Anderson compuso para la obra “Ese mortal llamado Morazán”, espectáculo escénico presentado en 1992 en el Teatro Nacional y Centro Cultura Sampedrano pero del cual no se volvió a hacer copia alguna porque Guillermo consideró que la grabación de piso era de baja calidad y él la grabaría de nuevo en estudio. Nunca lo hizo.
La obra está basada en la novela “El General Morazán marcha a batallar desde la muerte”, de Julio Escoto, del que la maestra de ballet Flor Alvergue coreografió en 1992 un ballet de estilo moderno para la celebración del bicentenario de nacimiento de Morazán.
Quienes conocen esta composición artística de Anderson opinan que es su trabajo de mayor profundidad intelectual, con mucho sentimiento y nostalgia, a tal grado que algunas de las canciones que la integran, como la queja de Morazán de que la política ha distanciado su amor de María Josefa, su esposa, provocaron lágrimas en el auditorio, en 1992.
Otros títulos tratan sobre la marcha popular dirigida a salvar la República Federal en 1829 (“Dos mil hombres marcando a Guatemala”), el reclamo del héroe para que no se le considere sólo como militar sino como estadista (“No me dibujen con esa espada”) y la más intensa y final, que es el testamento del prócer, en donde reclama la injusticia de su ejecución en Costa Rica, insta a los jóvenes a que salven la república y declara su amor a Centroamérica.
Tras realizar con sistemas modernos la limpieza técnica del audio, en febrero de 2017 Costa Norte Records, en conjunción con Centro Editorial, ofrecieron a coleccionistas y amantes de la música de Anderson una edición limitada de este disco inédito, que lleva el título “Ese mortal llamado Morazán”, acompañado de una edición especial del libro de Escoto, de modo que el oyente pueda seguir la secuencia entre literatura y la creación lírica y rítmica de Guillermo.

## Discografía
Guillermo cuenta en su discografía con siete álbumes de estudio y cinco sencillos, Su canción "El Encarguito", una lista de comidas tradicionales de Honduras y comentario sobre la nostalgia de los inmigrantes por las comidas de su tierra se convirtió rápidamente en un tema muy popular y el video cierra la programación de varios canales de televisión en el país. Su canción "En Mi País" es considerada un himno alternativo en Honduras y sus canciones para niños son cantadas en las escuelas públicas. Sus producciones llevan el sello Costa Norte Récords de Honduras. El sello Papaya Music de Costa Rica donde goza de un gran público, editó la compilación “Llevarte Al Mar” con lo mejor de su repertorio y el sello Putumayo Records incluyó uno de sus temas en su antología “Animal Playground”.
- 1999: Costa y Calor
- 2001: Pobre Marinero
- 2003: Encarguitos del Caribe
- 2004: Mujer Canción, Canción mujer y el álbum "para los chiquitos"
- 2005: El tesoro que tenés
- 2007: Del Tiempo y del Trópico
- 2008: Canciones para un País mejor
- 2012: Lluvia con Sol

Compilatorios
- 2004 Llevarte al Mar
- 2009  El Caribe de Guillermo, Un viaje por sus Canciones Vol 1[2]